# إنيد ديل كارمين ريفيرا
إنيد ديل كارمين ريفيرا (بالإنجليزية: Enid del Carmen Rivera)‏ هي مصارعة الهواة أمريكية، ولدت في 7 نوفمبر 1980.